# Oxhill (Durham)
Oxhill – wieś w Anglii, w hrabstwie Durham. Leży 14 km na północny zachód od miasta Durham i 388 km na północ od Londynu.